# 즈엉득
즈엉득(베트남어: Dương Đức / 陽德 양덕 / 1672년 ~ 1674년 10월)은 베트남 후 레 왕조(後黎朝) 가종(嘉宗) 레 주이 꼬이(黎維禬)의 첫번째 연호이다.
- 찐 주 군주(섭정) : 찐딱(鄭柞)
- 응우옌 주 군주 : 응우옌 푹 떤(阮福瀕)
- 버우 주 군주 : 부꽁뚜언(武公俊)

## 개원
- 까인찌(景治) 9년 11월 19일[1](그레고리력 1671년 12월 19일)에 연호를 즈엉득(陽德)으로 정하고, 다음 해 1월 1일[2](그레고리력 1672년 1월 30일)에 개원함.[3][4][5]

- 즈엉득(陽德) 3년(1674년) 10월에 연호를 득응우옌(德元)으로 개원함.[3][4]

## 연대 대조표
| 즈엉득 | 서기 (西紀) | 간지 (干支) | 막 왕조 연호 (까오방 정권) | 응우옌 주 기년  | 청나라 연호     |
| 원년   | 1672년      | 임자 (壬子) | 빈쓰엉(永昌) 12년          | 현주(賢主) 24년 | 강희(康熙) 11년 |
| 2년    | 1673년      | 계축 (癸丑) | 빈쓰엉 13년                | 현주 25년       | 강희 12년       |
| 3년    | 1674년      | 갑인 (甲寅) | 빈쓰엉 14년                | 현주 26년       | 강희 13년       |

## 동시대 연호

### 베트남
막 왕조(莫朝)
- 빈쓰엉(永昌) (1661년 ~ 1680년)

### 중국
청(淸)
- 강희(康熙) (1662년 ~ 1722년)

동녕국(東寧國)
- 영력(永曆) (1661년 ~ 1683년)

기타
- 양기륭(楊起隆) 광덕(廣德) (1673년)

### 일본
- 간분(寬文) (1661년 ~ 1673년)
- 엔포(延寶) (1673년 ~ 1681년)

## 같이 보기
- 베트남의 연호